# Tour de France 1989
76. Tour de France rozpoczął się 1 lipca w Luksemburgu, a zakończył się 23 lipca w Paryżu. Wyścig składał się z prologu i 21 etapów, w tym: 10 etapów płaskich, 8 etapów górskich i 5 etapów jazdy na czas. Cała trasa liczyła 3285 km.

## Zmiany w stosunku do poprzednich edycji
Po raz pierwszy w historii Tour de France wyścig ten rozpoczął się w Luksemburgu. Nie przyznawano też białej koszulki liderowi klasyfikacji młodzieżowej, chociaż samą klasyfikację wciąż prowadzono. Zrezygnowano ponadto z prowadzenia drużynowej klasyfikacji punktowej.

## Klasyfikacje
Klasyfikację generalną wygrał Amerykanin Greg LeMond, wyprzedzając Francuza Laurenta Fignona i Hiszpana Pedro Delgado. Holender Gert-Jan Theunisse wygrał klasyfikację, jego rodak Steven Rooks wygrał klasyfikację kombinowaną, Irlandczyk Sean Kelly był najlepszy w klasyfikacji punktowej i sprinterskiej, a klasyfikację młodzieżową wygrał Francuz Fabrice Philipot. Najaktywniejszym kolarzem został Laurent Fignon. W klasyfikacji drużynowej najlepsza była holenderska drużyna PDM.

## Przebieg rywalizacji
Tour de France 1989 zapisał się w historii jako edycja wyścigu z najmniejszą przewagą czasową między zwycięzcą a drugim zawodnikiem w klasyfikacji generalnej. Greg LeMond pokonał swojego francuskiego rywala Laurenta Fignona uzyskując przewagę 8 sekund. Przed ostatnim etapem, czasówką z metą na paryskich Champs-Élysées, Fignon miał 50 sekund przewagi nad drugim w klasyfikacji LeMondem. Amerykanin, dzięki zastosowaniu nowoczesnej kierownicy (lemondka) i aerodynamicznego stroju wygrał ostatni etap, uzyskując 58-sekundową przewagę nad Fignonem, który na metę przyjechał z drugim czasem. Dało to Amerykaninowi 8 sekund przewagi w klasyfikacji generalnej. Był to ostatni jak dotąd przypadek, kiedy Tour kończył się jazdą na czas.
Na prologu w Luksemburgu, zwycięzca z roku 1988, Pedro Delgado spóźnił się na start o ponad 2 i pół minuty. Mimo to, po trzech tygodniach, zajmował trzecie miejsce w klasyfikacji generalnej, ze stratą nieco ponad 3 i pół minuty za liderem.
Po pierwszym etapie żółtą koszulkę przejął Acacio da Silva, odbierając ją zwycięzcy prologu Erikowi Breukinkowi i był to pierwszy Portugalczyk w historii, który nosił żółty trykot.
Na piątym etapie, jeździe na czas, LeMond zdobył prowadzenie, które odebrane mu zostało przez Fignona po etapie 10. Po etapie piętnastym znowu LeMond prowadził, jednak po dwóch dniach Francuzowi znów udało się odzyskać koszulkę lidera. Różnica między tymi zawodnikami nigdy podczas tego wyścigu nie wynosiła więcej niż 1 minuta.
Późniejszy pięciokrotny zwycięzca Touru, Miguel Indurain osiągnął swój najlepszy dotychczasowy wynik w „Wielkiej Pętli”, zajmując 17. miejsce. Wygrywał przy tym swój pierwszy etap TdF (był to etap górski).

## Drużyny
W tej edycji TdF wzięły udział 22 drużyny:
| - Reynolds - PDM - Kelme - Helvetia-La Suisse - Super U - Café de Colombia - Z-Peugeot - BH - Panasonic-Isostar - Hitachi-VTM - 7 Eleven-American Airlines | - Paternina-Marcos Eguizabal - Carrera Jeans-Vagabond - RMO-Mavic-Liberia - ADR-Agrigel-Bottechiadagger - Fagor - Histor Sigma-Fina - Chateau d'Ax - Toshiba - Domex-Weinmann - SuperConfex-Yoko-Opel - TVM |

## Etapy
| P  | 1 lipca  | Luksemburg                          | ITT 7,8 km    | Erik Breukink      | Erik Breukink   |               |               |
| 1  | 2 lipca  | Luksemburg – Luksemburg             | 135,5 km      | Acácio da Silva    | Acácio da Silva |               |               |
| 2  | 2 lipca  | Luksemburg – Luksemburg             | TTT 46,0 km   | Super-U            | Acácio da Silva |               |               |
| 3  | 3 lipca  | Luksemburg – Spa                    | 241,0 km      | Raúl Alcalá        | Acácio da Silva |               |               |
| 4  | 4 lipca  | Liège – Wasquehal                   | 255,0 km      | Jelle Nijdam       | Acácio da Silva |               |               |
|    | 5 lipca  | Dzień przerwy                       | Dzień przerwy | Dzień przerwy      | Dzień przerwy   | Dzień przerwy | Dzień przerwy |
| 5  | 6 lipca  | Dinard – Rennes                     | ITT 73,0 km   | Greg LeMond        | Greg LeMond     |               |               |
| 6  | 7 lipca  | Rennes – Futuroscope                | 259,0 km      | Joël Pelier        | Greg LeMond     |               |               |
| 7  | 8 lipca  | Futuroscope – Bordeaux              | 258,5 km      | Etienne De Wilde   | Greg LeMond     |               |               |
| 8  | 9 lipca  | Labastide-d’Armagnac – Pau          | 157,0 km      | Martin Early       | Greg LeMond     |               |               |
| 9  | 10 lipca | Pau – Cauterets                     | 147,0 km      | Miguel Indurain    | Greg LeMond     |               |               |
| 10 | 11 lipca | Cauterets – Superbagnères           | 136,0 km      | Robert Millar      | Laurent Fignon  |               |               |
| 11 | 12 lipca | Luchon – Blagnac                    | 158,5 km      | Mathieu Hermans    | Laurent Fignon  |               |               |
| 12 | 13 lipca | Tuluza – Montpellier                | 242,0 km      | Valerio Tebaldi    | Laurent Fignon  |               |               |
| 13 | 14 lipca | Montpellier – Marsylia              | 177,0 km      | Vincent Barteau    | Laurent Fignon  |               |               |
| 14 | 15 lipca | Marsylia – Gap                      | 240,0 km      | Jelle Nijdam       | Laurent Fignon  |               |               |
| 15 | 16 lipca | Gap – Orcières                      | ITT 39,0 km   | Steven Rooks       | Greg LeMond     |               |               |
|    | 17 lipca | Dzień przerwy                       | Dzień przerwy | Dzień przerwy      | Dzień przerwy   | Dzień przerwy | Dzień przerwy |
| 16 | 18 lipca | Gap – Briançon                      | 175,0 km      | Pascal Richard     | Laurent Fignon  |               |               |
| 17 | 19 lipca | Briançon – L’Alpe d’Huez            | 165,0 km      | Gert-Jan Theunisse | Laurent Fignon  |               |               |
| 18 | 20 lipca | Le Bourg-d’Oisans – Villard-de-Lans | 91,5 km       | Laurent Fignon     | Laurent Fignon  |               |               |
| 19 | 21 lipca | Villard-de-Lans – Aix-les-Bains     | 125,0 km      | Greg Lemond        | Laurent Fignon  |               |               |
| 20 | 22 lipca | Aix-les-Bains – L’Isle-d’Abeau      | 130,0 km      | Giovanni Fidanza   | Laurent Fignon  |               |               |
| 21 | 23 lipca | Wersal – Paryż (Champs-Élysées)     | ITT 24,5 km   | Greg LeMond        | Greg LeMond     |               |               |

## Klasyfikacje końcowe

### Klasyfikacja generalna
| Pozycja | Zawodnik           | Drużyna   | Czas         |
| ------- | ------------------ | --------- | ------------ |
| 1.      | Greg LeMond        | ADR       | 87 h 38' 35” |
| 2.      | Laurent Fignon     | Super U   | +8”          |
| 3.      | Pedro Delgado      | Reynolds  | +3' 34”      |
| 4.      | Gert-Jan Theunisse | PDM       | +7' 30”      |
| 5.      | Marino Lejarreta   | Paternina | +9' 39”      |
| 6.      | Charly Mottet      | RMO       | +10' 06”     |
| 7.      | Steven Rooks       | PDM       | +11' 10”     |
| 8.      | Raúl Alcalá        | PDM       | +14' 21”     |
| 9.      | Sean Kelly         | PDM       | +18' 25”     |
| 10.     | Robert Millar      | Z-Peugeot | +18' 49”     |

### Klasyfikacja punktowa
| Pozycja | Zawodnik           | Drużyna      | Punkty |
| ------- | ------------------ | ------------ | ------ |
| 1.      | Sean Kelly         | PDM          | 278    |
| 2.      | Etienne De Wilde   | Histor Sigma | 194    |
| 3.      | Steven Rooks       | PDM          | 163    |
| 4.      | Giovanni Fidanza   | Chateau d'Ax | 149    |
| 5.      | Gert-Jan Theunisse | PDM          | 133    |

### Klasyfikacja górska
| Pozycja | Zawodnik           | Drużyna   | Punkty |
| ------- | ------------------ | --------- | ------ |
| 1.      | Gert-Jan Theunisse | PDM       | 441    |
| 2.      | Pedro Delgado      | Reynolds  | 311    |
| 3.      | Steven Rooks       | PDM       | 257    |
| 4.      | Robert Millar      | Z-Peugeot | 241    |
| 5.      | Laurent Fignon     | Super U   | 219    |

### Klasyfikacja młodzieżowa
| Pozycja | Zawodnik         | Drużyna  | Czas         |
| ------- | ---------------- | -------- | ------------ |
| 1.      | Fabrice Philipot | Toshiba  | 88 h 23' 18” |
| 2.      | William Palacio  | Reynolds | +59”         |
| 3.      | Gérard Rué       | Super U  | +18' 50”     |

### Klasyfikacja sprinterska
| Pozycja | Zawodnik         | Drużyna      | Punkty |
| ------- | ---------------- | ------------ | ------ |
| 1.      | Sean Kelly       | PDM          | 131    |
| 2.      | Steven Rooks     | PDM          | 80     |
| 3.      | Valerio Tebaldi  | Chateau d'Ax | 80     |
| 4.      | Eddy Schurer     | TVM          | 47     |
| 5.      | Dominique Arnaud | Reynolds     | 45     |

### Klasyfikacja kombinowana
| Pozycja | Zawodnik           | Drużyna | Punkty |
| ------- | ------------------ | ------- | ------ |
| 1.      | Steven Rooks       | PDM     | 89     |
| 2.      | Laurent Fignon     | Super U | 84     |
| 3.      | Sean Kelly         | PDM     | 82     |
| 4.      | Gert-Jan Theunisse | PDM     | 68     |
| 5.      | Greg LeMond        | ADR     | 66     |

### Klasyfikacja drużynowa
| Pozycja | Drużyna   | Czas          |
| ------- | --------- | ------------- |
| 1.      | PDM       | 263 h 19' 48” |
| 2.      | Reynolds  | +1' 19”       |
| 3.      | Z-Peugeot | +44' 22”      |
| 4.      | Super U   | +51' 26”      |
| 5.      | RMO       | +1 h 12' 19”  |